# Rue du Petit-David
La rue du Petit-David est une rue piétonne du quartier de Bellecour située sur la presqu'île dans le 2e arrondissement de Lyon, en France.

## Situation et accès
Cette rue piétonne commence quai Saint-Antoine pour se terminer rue de la Monnaie.

## Origine du nom
Elle doit son nom à David, personnage de l'ancien testament.

## Histoire
Elle porte d'abord le nom de rue Saint-Antoine, du nom de saint Antoine le Grand, car le couvent de l'ordre hospitalier de Saint-Antoine est tout proche.
Elle prend son nom actuel depuis 1660 car sur la porte d'une maison était sculptée une statue de David, appuyé sur une épée et tenant sous ses pieds la tête du géant Goliath.

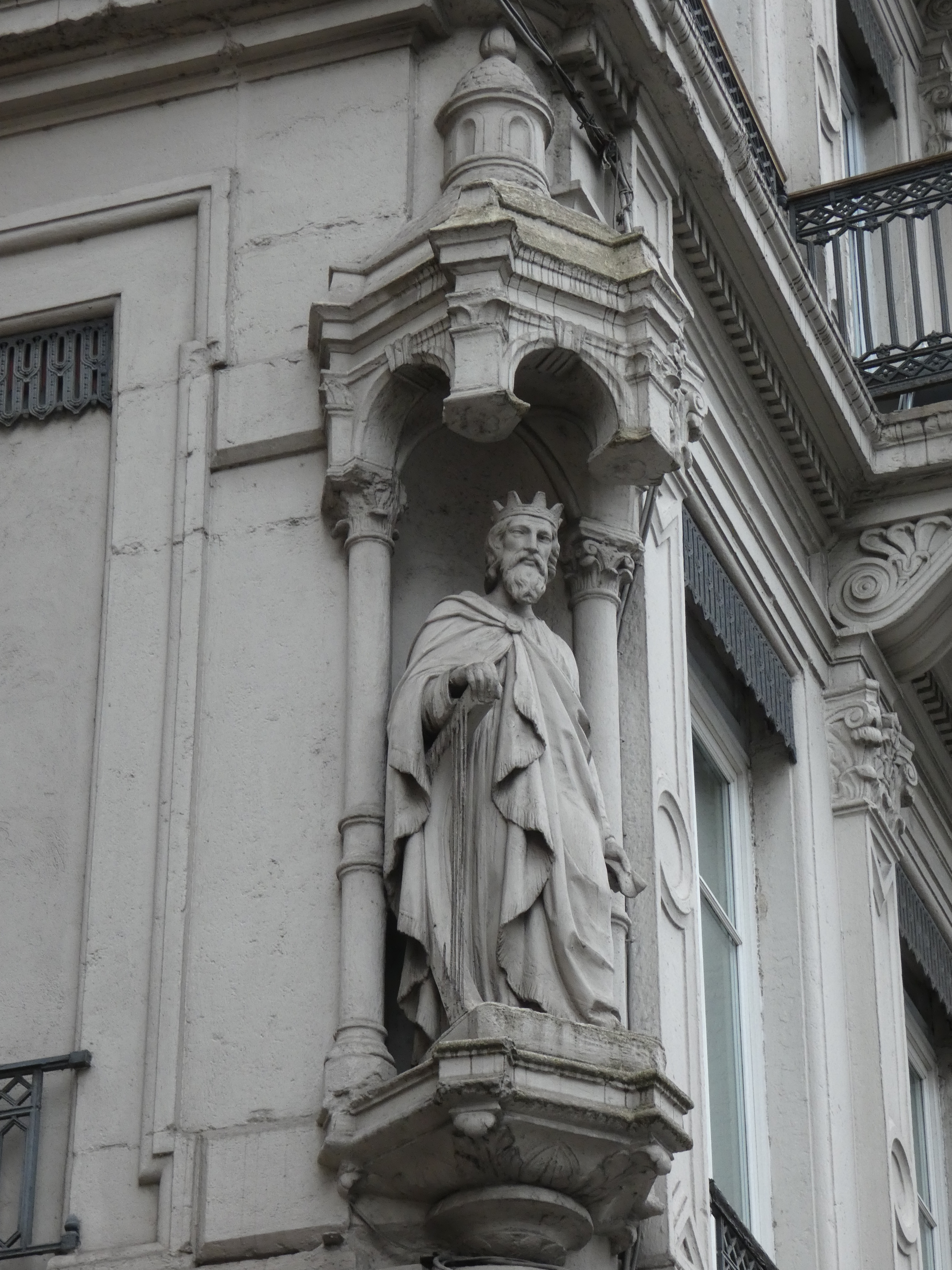
Statue du roi David, à l’angle de la rue et du quai Saint-Antoine.

Au XIXe siècle, une statue du roi David, avec sa harpe, est placée dans une niche à l'angle de la rue Petit-David et du quai Saint-Antoine.